# 张吉福
张吉福（1964年9月6日—），男，汉族，天津市人，中华人民共和国政治人物。高级国际商务师、经济师。北京农业大学本科、硕士毕业，中国农业大学在职工学博士学位。1989年9月参加工作，1985年3月加入中国共产党。
曾长期在北京市对外贸易进出口公司、北京市投资服务中心（北京市投资促进局）任职，曾任北京市投资促进局局长、平谷区人民政府区长、中共平谷区委书记，中共山西省委常委、中共大同市委书记、中共山西省委常委、山西省人民政府常务副省长、宣传部部长。现任山西省政协党组副书记、副主席。

## 生平

### 教育背景
1980年，进入天津市咸水沽第一中学读高中。1982年，考入北京农业大学，成为园艺系蔬菜专业的本科生。1986年本科毕业后，继续在北京农业大学读书，在农产品储藏加工专业读研究生。

### 北京市

#### 外贸工作
1988年9月，进入北京市对外贸易进出口公司，成为一名业务员。简历中，他在一年后的1989年9月才参加工作。1997年6月，升任业务部经理。1998年3月，任北京市对外贸易进出口公司经理（期间1997年9月至2000年7月，在中国农业大学食品工程与科学专业在职修读博士研究生，获得工学博士学位）。

#### 投资工作
2001年11月，任北京市投资服务中心副主任。2003年3月，北京市投资促进局（北京市外商投资服务中心）在北京市投资服务中心基础上组建，张吉福出任副局长。2006年6月，任北京市投资促进局党委副书记、局长。

#### 平谷施政
2010年3月，任北京市平谷区代区长。9月10日，平谷区第三届人民代表大会第六次会议上张吉福当选平谷区区长。张吉福继续平谷区之前提出的“生态绿谷”、“京津商谷”、“绿能新谷”、“中国乐谷”发展思路，继续生态立区、环渤海发展、工业强区、三产带动“四大发展战略”，继续“建设首都生态第一区”的目标。当选之后接受《新京报》采访时，张吉福表示会利用之前在北京市投资促进局任职时的资源、操作方式发展平谷经济，还要融资50亿元人民币把平谷北部山区开发为“高端的生态旅游目的地”。这年年底，张吉福入选人民网“年度最受关注地方领导”。
2011年12月14日，张吉福在平谷区第四届人民代表大会第一次会议上提出建设“幸福平谷”，其重点是“十二有”和“八个平谷”。“十二有”指“生有优生优育、学有优良教育、劳有就业岗位、吃有安全食品、住有宜居环境、行有便捷交通、娱有健康文化、购有满意服务、病有保障医疗、困有救助关爱、老有良好保障、逝有安宁空间”。“八个平谷”即“平安平谷、富裕平谷、法治平谷、绿色平谷、文明平谷、健康平谷、活力平谷、快乐平谷”。这次会议上，张吉福还表示，为吸引平谷培养的大学生回区就业，区政府将成立就业促进中心；对二本以上、有意向回平谷就业的大学毕业生给以特别照顾，争取全部安置。会上，张吉福表示从2012年起允许民众旁听区政府常务会，开创了北京市各区县的先例。这一年，张吉福推出“行政机关负责人出庭应诉”制度，他自己也多次以区长身份出庭应诉。2011年夏天，王辛庄镇小辛寨村三名村民因国有土地使用权登记起诉平谷区政府，这时此项制度刚刚推出，张吉福决定出庭应诉，成为首都北京各级法院中区长出庭应诉的首例。平谷区在北京市率先提出“十二年免费教育”。2012年，北京通用航空产业基地落户平谷区金海湖地区，预计十至十五年后产值或可达千亿元人民币。张吉福亲自推进通航基地的建设，他亲自到北京市规划局、北京市国土局要土地指标，亲自与北京军区空军、中国民用航空华北地区管理局协调，组织设立了“桃花源基金”共募得近五亿元人民币。报道称，张吉福偏重“大项目”，为此平谷区预留了大面积的土地，而非切成小块开发。2011年9月，占地3700亩、当时中国国内最大的新能源汽车配件基地福田汽车综合产业园落地平谷。
2012年，张吉福在中国（北京）国际服务贸易交易会（京交会）上提到规划建设至少十个旅游型桃园，“把桃花作为世界级景观来打造”；建设“三山一湖”（轩辕山、丫髻山、青龙山、金海湖）；设立基金，利用民间资本发展平谷经济，计划设立桃花源基金、旅游基金、乐谷发展基金、通航产业基金四大基金。这年年底的平谷区第四届人民代表大会二次会议上，张吉福将“建设首都生态第一区”定为平谷的目标。张吉福说，2013年平谷区计划了两大战役（“创建环保模范城”攻坚战、水利大会战）、两大工程（植树造林、农田景观）。在民生方面，张吉福计划将重点放在教育，硬件上3年内争取改扩建17所中小学，新建5所中心幼儿园，引进北京城区教育资源进入平谷办学；软件上推行名师名校长工作室、名校长导师制、校长竞争上岗、优秀教师奖励基金等制度促进教育发展。新兴产业除了中国乐谷、物流基地、通航产业基地，还有新增的现代交通科教园。现代交通科教园是与北京交通大学合作的项目，既有北京交通大学的校区，也有科技园，产学研集合。张吉福还提到依法行政，表示将来的导向是信访减少、民众改以法律方式解决问题。
2013年3月26日，任中共平谷区委书记。

### 山西省

#### 执掌大同
2015年8月5日晚，山西卫视《山西新闻联播》播报，张吉福被中共山西省委任命为中共大同市委委员、常委、书记。前任中共大同市委书记丰立祥因涉嫌违反党纪，被带走接受调查，中共大同市委书记一职已经空缺十个月。2016年11月，升任中共山西省委常委。

#### 太原工作
2021年11月，出任中共山西省委常委、山西省人民政府常务副省长。
2022年12月9日，不再兼任山西省人民政府常务副省长。同月19日，任省委宣传部部长。

### 省政协
2025年1月，任山西省政协党组副书记、副主席。

## 言论
时任山西省委常委、常务副省长的张吉福在2022年10月18日二十大新闻中心举办第一场集体采访表示：习近平总书记今年年初考察调研山西，特别强调要保障煤炭供应安全。当前，国际国内能源格局发生重大变化，面对新形势新要求特别是国家保供要求，山西省委强调“山西要坚决扛起保障国家能源安全重大政治责任，决不能让国家为煤发愁，特别提出了‘三稳三不准’的要求”。